# Liste der Kulturgüter in Brügg
Die Liste der Kulturgüter in Brügg enthält alle Objekte in der Gemeinde Brügg im Kanton Bern, die gemäss der Haager Konvention zum Schutz von Kulturgut bei bewaffneten Konflikten, dem Bundesgesetz vom 20. Juni 2014 über den Schutz der Kulturgüter bei bewaffneten Konflikten sowie der Verordnung vom 29. Oktober 2014 über den Schutz der Kulturgüter bei bewaffneten Konflikten unter Schutz stehen.
Es sind weder A-Objekte noch B-Objekte auf dem Gemeindegebiet ausgewiesen, Objekte der Kategorie C fehlen zurzeit (Stand: 29. Januar 2024). Unter übrige Baudenkmäler sind Objekte zu finden, die im Bauinventar des Kantons Bern als «schützenswert» verzeichnet sind.

## Übrige Baudenkmäler
Hinweis: Als Objekt-Identifikator (ID) wird die Grundstücksnummer verwendet.
| ID       | Foto |                                                                                | Objekt                                                | Typ | Standort                                                                                    | Beschreibung                                                                                          |
| -------- | ---- | ------------------------------------------------------------------------------ | ----------------------------------------------------- | --- | ------------------------------------------------------------------------------------------- | --- |
| 5        | ja   | Datei hochladen · Wikidata zu Ehemaliges Schulhaus / Gemeindehaus (Q112731305) | Ehemaliges Schulhaus / Gemeindehaus (1829/30)         | G   | Mettgasse 1 588190 / 219232                                                                 | |
| 48       | ja   | Datei hochladen · Wikidata zu Hotel Jura (Q112731877)                          | Hotel Jura (1875/76)                                  | G   | Orpundstrasse 1 588213 / 219204                                                             | |
| 73       | ja   | Datei hochladen · Wikidata zu Stöckli (1828) (Q112732344)                      | Stöckli (1828)                                        | G   | Orpundstrasse 27a 588564 / 219330                                                           | |
| 73       | ja   | Datei hochladen · Wikidata zu Speicher (Q112732682)                            | Speicher (1723)                                       | G   | Orpundstrasse 27b 588551 / 219317                                                           | |
| 87       | ja   | Datei hochladen · Wikidata zu Wohnhaus (Q112733111)                            | Wohnhaus (um 1930)                                    | G   | Bielstrasse 82 586824 / 219272                                                              | |
| 124      | ja   | Datei hochladen · Wikidata zu Ehemaliges Hotel du Pont (Q112733478)            | Ehemaliges Hotel du Pont (1874)                       | G   | Hauptstrasse 5 588171 / 219181                                                              | Der Schweizerische Rad- und Motorfahrer Bund wurde in diesem Gebäude am 30. September 1883 gegründet. |
| 155      | ja   | Datei hochladen · Wikidata zu Wohnhaus mit Uhrensteinatelier (Q112734039)      | Wohnhaus mit Uhrensteinatelier (1905)                 | G   | Grünweg 1 587721 / 219358                                                                   | |
| 249      | ja   | Datei hochladen · Wikidata zu Villa (Q112735712)                               | Villa (1963)                                          | G   | Klosterstrasse 9 588442 / 219475                                                            | |
| 264      | BW   | Datei hochladen                                                                | Mehrfamilienhaus "Rainpark" (1970)                    | G   | Rainpark 16 587254 / 219512                                                                 | Konzipiert und erbaut durch Atelier 5                                                                 |
| 346      | ja   | Datei hochladen · Wikidata zu Mühle (Q112735991)                               | Mühle (1822)                                          | G   | Mühleweg 1 588869 / 219413                                                                  | |
| 346      | ja   | Datei hochladen · Wikidata zu Tröcknehaus (Q112749330)                         | Tröcknehaus (1786)                                    | G   | Mühleweg 1a 588893 / 219382                                                                 | |
| 346      | ja   | Datei hochladen · Wikidata zu Gerbestock (Q112752400)                          | Gerbestock (1749)                                     | G   | Mühleweg 2 588885 / 219449                                                                  | |
| 347      | ja   | Datei hochladen · Wikidata zu Stöckli (1. Hälfte 19. Jh.) (Q112752901)         | Stöckli (1. Hälfte 19. Jh.)                           | G   | Ländteweg 11 588355 / 219183                                                                | |
| 487      | ja   | Datei hochladen · Wikidata zu Wohn- und Geschäftshaus (Q112753397)             | Wohn- und Geschäftshaus (1909)                        | G   | Bahnhofstrasse 1 587923 / 219232                                                            | |
| 487      | ja   | Datei hochladen · Wikidata zu Gartenhaus (Q112754224)                          | Gartenhaus (1909)                                     | G   | Bahnhofstrasse 1b 587939 / 219219                                                           | |
| 503      | ja   | Datei hochladen · Wikidata zu Ehemaliges Bauernhaus (Q112756481)               | Ehemaliges Bauernhaus (1. Viertel 19. Jh.)            | G   | Obergasse 6 588104 / 219321                                                                 | |
| 659      | ja   | Datei hochladen · Wikidata zu Kleinbauernhaus (Q112757867)                     | Kleinbauernhaus (1. Hälfte 19. Jh.)                   | G   | Ländteweg 13 588373 / 219183                                                                | |
| 676      | BW   | Datei hochladen                                                                | Schindlerhaus (um 1820)                               | G   | Mettgasse 3 588189 / 219269                                                                 | |
| 692      | ja   | Datei hochladen · Wikidata zu Speicher (18. Jh.) (Q112758373)                  | Speicher (18. Jh.)                                    | G   | Obergasse 5a 588124 / 219287                                                                | |
| 923      | BW   | Datei hochladen                                                                | Bauernhaus (1840)                                     | G   | Mettgasse 6 588237 / 219298                                                                 | |
| 1282     | ja   | Datei hochladen · Wikidata zu Villa (Q112758694)                               | Villa (1968)                                          | G   | Hofmatt 4 588272 / 219335                                                                   | |
| 1482 ff. | ja   | Datei hochladen · Wikidata zu Reihenhäuser "Rainpark" (Q112759189)             | 19 Reihenhäuser "Rainpark" (1968–1970)                | G   | Rainpark 1, 2, 3, 4, 5, 6, 7, 8, 9, 10, 11, 12, 13, 14, 15 / 17, 18, 19, 20 587265 / 219477 | Konzipiert und erbaut durch Atelier 5                                                                 |
| 1656     | ja   | Datei hochladen · Wikidata zu Ehemaliges Herrenhaus (Q112760631)               | Ehemaliges Herrenhaus (um 1765)                       | G   | Mühleweg 1d 588819 / 219389                                                                 | |
| 1778     | ja   | Datei hochladen                                                                | SBB-Eisenbahnbrücke über den Nidau-Büren-Kanal (1928) | G   | Kanalweg N.N. 588048 / 218977                                                               | Objekt liegt hälftig auf dem Gemeindegebiet von Brügg (ID 1778) und Aegerten (ID 1033)                |
| 1780     | ja   | Datei hochladen · Wikidata zu Regulierwehr Port (Q2138824)                     | Regulierwehr Port (1936–1939)                         | G   | Schleusenstrasse 40b 586229 / 218666                                                        | Objekt liegt hälftig auf dem Gemeindegebiet von Brügg (ID 1780) und Port (ID 963)                     |
| 1786     | ja   | Datei hochladen · Wikidata zu Stöckli (1. Hälfte 19. Jh.) (Q112752901)         | Stöckli (1897)                                        | G   | Obergasse 18 587934 / 219334                                                                | |

Hinweis zur Legende: Anstelle der KGS-Nummer wird als Objekt-Identifikator (ID) die Grundstücksnummer verwendet.